# 高身亮麗魚屬
高身亮麗魚屬，是條鰭魚綱䲁形目麗魚科下的一個屬。

## 分類
本屬屬於褶唇麗魚亞科亮麗鯛族，目前有2個被認可的種：
- 光頭高身亮麗魚 Altolamprologus calvus (Poll, 1978)
- 側扁高身亮麗魚 Altolamprologus compressiceps (Boulenger, 1898)